# Anders (Kurzfilm)
Anders ist ein Kurzfilm von Reinout Hellenthal.

## Handlung
Alex ist 14 Jahre, trägt am liebsten Holzfällerhemden und die Familie betreibt einen Bauernhof mit vielen Kühen. Dem Teenager macht es viel Spaß mit Hendrik, dem Freund der Schwester, auf dessen Motorrad zu fahren. Als das Paar erzählt, dass es eine Wohnung in der Stadt gefunden habt und dort gemeinsam einziehen wird, ist Alex nicht begeistert und befürchtet, alles werde nun anders werden.
Als Alex ein paar Jugendliche beim Fußballspielen sieht und gerne mitmachen würde, zeigt sich nur Lucas freundlich. Als Lucus nach dem Spiel einen Kuss versucht, rennt Alex nach Hause. Als die Mutter den Teenager Alexandra nennt, reagiert Alex aggressiv. Nach einer Ohrfeige wird Alex wieder bewusst, dass alle anderen in dem Bauernkind ein Mädchen sehen, obwohl Alex sich doch als Junge fühlt.
Nach dem Abspann ist auf Niederländisch ein Zitat von Eckhart Tolle zu lesen: „Was du im Spiegel siehst, ist nur die Oberfläche dessen was du bist.“

## Produktion
Regie führte Reinout Hellenthal, das Drehbuch schrieb Paul Bontenbal.
Die Premiere erfolgte am 11. Oktober 2017 im Kinepolis. Im Oktober 2018 wurde er beim QFest LGBT International Film Festival und im November 2020 beim Exground Filmfest Wiesbaden gezeigt. Die Erstausstrahlung in Deutschland erfolgte im Januar 2020 bei Arte.

## Auszeichnungen (Auswahl)
Exground Filmfest Wiesbaden 2020
- Auszeichnung als Bester Kurzfilm im internationalen Jugendwettbewerb (Reinout Hellenthal)[3]